# OKATO
OKATO (Russisch: Общероссийский классификатор объектов административно-территориального деления; Obsjtsjerossijskij klassifikator objektov administrativno-territorialnogo delenija) is een belangrijk Russisch classificatiesysteem voor onderdelen van bestuurlijke en territoriale eenheden in Rusland. OKATO is onderdeel van de JESKK (een uniform systeem van classificatie en nummering van alle technische, economische en sociale informatie van de Russische Federatie).
OKATO is bedoeld om de authenticiteit van gegevens te kunnen garanderen, gegevens beter te kunnen vergelijken en het geautomatiseerd doorvoeren van deze gegevens in bijvoorbeeld de statistiek en de economie mogelijk te maken. Het systeem verving het bestuurlijk systeem van de Sovjet-Unie. Het werd aangenomen in 1995 en trad in werking op 1 januari 1997. In 2006 werden 102 wijzigingen doorgevoerd.

## Gebruik
De onderdelen die hiermee worden beschreven zijn:
- autonome republieken van Rusland
- krajs van Rusland (territoria)
- oblasten van Rusland (provincies)
- federale steden van Rusland (Moskou en Sint-Petersburg)
- autonome oblasten van Rusland (JAO)
- autonome districten van Rusland
- rajons (districten binnen de deelgebieden)
- steden
- stedelijke rajons (deelgemeenten) en stadsregio's
- nederzetting met stedelijk karakter
- selsovjets (Sovjetdorpen die na 1991 zijn gehandhaafd; valt onder een rajon)
- rurale gebieden

In de codering wordt rekening gehouden met de hiërarchie die hierop van toepassing is.

### Niveaus
De hiërarchie kent drie niveaus:
- Niveau 1: Federaal niveau¹ 
  - De deelgebieden van Rusland (inclusief het autonome district Tsjoekotka dat direct onder het federale niveau valt²)
- Niveau 2: 
  - Autonome districten die onder een oblast of kraj vallen
  - Rajons (gewone districten) die onder autonome republieken, krajs, oblasten, autonome oblasten, autonome districten en federale steden vallen
  - Stedelijke rajons (rajons onder niet-federale steden)
  - Steden onder bestuur van autonome republieken, krajs en oblasten
  - Nederzettingen met stedelijk karakter in krajs en oblasten
- Niveau 3:
  - Interstedelijke rajons en okroegs onder direct bestuur van republieken, oblasten en krajs
  - Steden onder rajonbestuur
  - Selsovjets
  - Rurale gebieden

¹ Boven dit niveau vallen nog de federale districten van Rusland, die niet worden meegenomen in de codering
² autonome districten liggen bijna altijd binnen het grondgebied van een oblast of kraj. Tsjoekotka is als enig autonoom district onafhankelijk (niveau 1), sinds het zich afscheidde van oblast Magadan in 1993.

## Nummerstructuur
Elk OKATO-nummer is opgedeeld in 3 blokken:
- identificatie van het object
- de benaming van het object
- overige gegevens

De identificatie bestaat uit een identificatiecode en een controlenummer. De identificatiecode is geconstrueerd met behulp van serieordinale, sequentiële en parallelle codeermethoden. De lengte van de identificatie varieert van 2 tot 8 codes, afhankelijk van het niveau van het object.

### Structuur identificatieblok
De structuur van het identificatieblok is XX XXX XXX КЧ (8 cijfers + controlenummer):
- 1e en 2e positie: objecten van het eerste niveau;
- 3e, 4e en 5e positie: objecten van het tweede niveau;
- 6e, 7e en 8e positie: objecten van het derde niveau;
- КЧ (KTSJ): controlenummer.

Hierbij geldt dat objecten van het eerste niveau uit 2 cijfers bestaan (+ controlenummer), objecten van het tweede niveau uit 5 cijfers en objecten op het derde niveau uit 8 cijfers.
Speciale posities

De 3e en 6e positie hebben als kenmerk respectievelijk R1 en R2 om hiermee het niveau aan te geven. 
R1 kan als waarden hebben:
- 1: autonoom district;
- 2: rajon (ook interstedelijk);
- 4: stad, nederzetting met stedelijk karakter.

R2 kan als waarden hebben:
- 3: interstedelijke rajon, stedelijke rajon;
- 5: stad, nederzetting met stedelijk karakter;
- 8: selsovjet.

Uitzondering

Om de codelengte te beperken, wordt voor een aantal gevallen afgeweken van de bovenstaande methode. Rajons en steden in autonome districten die onderdeel zijn van een oblast of kraj worden onder het tweede niveau geplaatst (4e en 5e positie) en onderliggende objecten, zoals steden, stedelijke gebieden en selsovjets, worden onder het derde niveau geplaatst (6e, 7e en 8e positie). In het laatste geval kan R2 de volgende waarden hebben:
- 6: stad, nederzetting met stedelijk karakter;
- 9: selsovjet.

Rajons en steden

Omdat er door de (R1 en R2) 1 teken is gereserveerd voor het aangeven van bestuurlijk- territoriale eenheden als rajon, interstedelijke rajon, stedelijke rajon (hetzelfde geldt voor stad of interstedelijk gebied), is voor het onderscheid in de codering van onderscheid gemaakt naar series (voor 4e en 5e positie of 7e en 8e positie):
Rajons (R1:2; R2:3):
- 01 - 59 voor rajons
- 60 - 99 voor interstedelijke rajons

Steden (R1:4; R2:5):
- 01 - 49 voor steden
- 50 - 99 voor nederzettingen met stedelijk karakter

### Benamingsblok
In het benamingsblok staat de naam van het object. In de lijsten (zie externe links) wordt bij de benaming van objecten met een '/'-teken aangegeven dat alles wat daaronder staat onder dit type valt. De hieronder vallende objecten worden voorafgegaan door het '-' teken.

### Blok overig
Binnen dit kader staan meestal de bestuurlijke centra van de objecten (gebieden).

## Voorbeeld
Bij Moskou-stad (45) wordt bij Административные округа г Москвы / (45 260 ¦0) aangegeven dat alle bestuurlijke gebieden onder g. Moskva (stad Moskou) eronder staan: 45 263 ¦4 tot 45 296 ¦9. (het nummer achter de '¦' is het controlenummer). 
Bij 45 296 ¦9 gaat het om  Южный (de Joezjnyj-rajon ofwel zuidelijk district):
- 1e en 2e positie: 45 ⇒ eerste niveau: Moskou-stad;
- 3e positie: 2 ⇒ rajon (R1-code);
- 4e en 5e positie: 96 ⇒ interstedelijke rajon (binnen 60-99-bereik);
- controlenummer: 9.